# Các lực lượng đồng phục Hoa Kỳ
Hoa Kỳ có 8 lực lượng đồng phục liên bang (tiếng Anh: Uniformed services of the United States) mà trong đó các viên chức ủy nhiệm (dân sự) hay sĩ quan (quân đội) được định nghĩa theo Điều 10, Bộ luật Hoa Kỳ. Cách tổ chức và cơ cấu của các lực lượng đồng phục này được định nghĩa trong Điều 10, 14, 42, 33 của Bộ luật Hoa Kỳ

## Các lực lượng đồng phục
8 lực lượng đồng phục là:
1. Lục quân Hoa Kỳ
2. Thủy quân Lục chiến Hoa Kỳ
3. Hải quân Hoa Kỳ
4. Không quân Hoa Kỳ
5. Lực lượng Không gian Hoa Kỳ
6. Tuần duyên Hoa Kỳ
7. Đoàn Ủy nhiệm Y tế Công cộng Hoa Kỳ
8. Đoàn Ủy nhiệm Quản trị Khí quyển và Đại dương Quốc gia

Mỗi chủng/ngành đồng phục được điều hành và quản lý bởi một Bộ Hành chính Liên bang và người lãnh đạo dân sự của bộ đó.

## Các bộ hành chính liên bang

### Bộ Quốc phòng Hoa Kỳ

#### Bộ Lục quân Hoa Kỳ
- Lục quân Hoa Kỳ (USA) — được thành lập vào ngày 14 tháng 6 năm 1775

#### Bộ Hải quân Hoa Kỳ
- Hải quân Hoa Kỳ (USN) — được thành lập vào ngày 13 tháng 10 năm 1775
- Thủy quân Lục chiến Hoa Kỳ (USMC) — được thành lập vào ngày 10 tháng 11 năm 1775

#### Bộ Không quân Hoa Kỳ
- Không quân Hoa Kỳ (USAF) — được thành lập vào ngày 18 tháng 9 năm 1947
- Lực lượng Không gian Hoa Kỳ (USSF): được thành lập ngày 20 tháng 12 năm 2019

### Bộ Nội an Hoa Kỳ
- Tuần duyên Hoa Kỳ (USCG) — được thành lập vào ngày 4 tháng 8 năm 1790

Ghi chú: Tuần duyên Hoa Kỳ cũng hoạt động dưới quyền của Bộ Quốc phòng Hoa Kỳ trong thời chiến, và khi tham gia các chiến dịch quân sự.

### Bộ Y tế và Dịch vụ Nhân sinh Hoa Kỳ(HHS)
- Đoàn Ủy nhiệm Y tế Công cộng Hoa Kỳ (PHSCC) — được thành lập vào năm 1889

### Bộ Thương mại Hoa Kỳ(DOC)
- Đoàn Ủy nhiệm Quản trị Khí quyển và Đại dương Quốc gia (NOAA Corps) — được thành lập vào năm 1917

## Các lực lượng vũ trang
Sáu trong số 8 lực lượng đồng phục Hoa Kỳ là các lực lượng vũ trang Hoa Kỳ trong số đó có 5 lực lượng trực thuộc Bộ Quốc phòng Hoa Kỳ. Tuần duyên Hoa Kỳ có các nhiệm vụ về thi hành luật pháp và cả quân sự. Hiện tại Tuần duyên Hoa Kỳ nằm dưới quyền lãnh đạo của Bộ Nội an Hoa Kỳ; tuy nhiên, Điều 14 Bộ luật Hoa Kỳ có nói rằng Tuần duyên Hoa Kỳ là một phần tử quân sự trong mọi lúc. Vì thế nó là một quân chủng không nằm dưới quyền lãnh đạo của Bộ Quốc phòng Hoa Kỳ ít nhất là thời bình; vào thời chiến, quyền lãnh đạo Tuần duyên Hoa Kỳ được chuyển sang cho Bộ Hải quân Hoa Kỳ nếu Quốc hội Hoa Kỳ tuyên chiến hoặc theo yêu cầu của Tổng thống Hoa Kỳ. Tư lệnh của Tuần duyên Hoa Kỳ báo cáo trực tiếp với Bộ trưởng Nội an Hoa Kỳ. Đoàn Ủy nhiệm Y tế Công cộng Hoa Kỳ và Đoàn Ủy nhiệm Quản trị Khí quyển và Đại dương Quốc gia hoạt động dưới các luật lệ quân sự ngoại trừ chỉ áp dụng khi được quân sự hóa bởi sắc lệnh hành chính hoặc được đặc phái thành một thành phần của các lực lượng vũ trang.
Vệ binh Quốc gia là một lực lượng quân sự và hoạt động dưới hướng dẫn của Điều 32 Bộ luật Hoa Kỳ và dưới quyền lãnh đạo của tiểu bang. Vệ binh Quốc gia ban đầu được thành lập ở Thuộc địa Virginia năm 1607 và là lực lượng quân sự đồng phục xưa nhất được thành lập ở Tân Thế giới. Vệ binh Quốc gia có thể được liên bang công nhận như một lực lượng quân sự trừ bị, lúc đó trở thành Vệ binh Quốc gia Hoa Kỳ và được Tổng thống Hoa Kỳ tổng động viên dưới Điều 10 Bộ luật Hoa Kỳ. Vệ binh Quốc gia Hoa Kỳ được Cục Vệ binh Quốc gia dưới quyền Bộ Quốc phòng Hoa Kỳ điều hành  cùng với một vị tướng của Lục quân hay Không quân Hoa Kỳ làm người lãnh đạo hàng đầu. Vệ binh Quốc gia Hoa Kỳ phục vụ với vai trò một thành phần trừ bị của cả Lục quân và Không quân Hoa Kỳ và có thể được gọi để phục vụ liên bang trong thời chiến hay những hình hình khẩn cấp quốc gia.

## Các lực lượng đồng phục không tác chiến
- Đoàn Ủy nhiệm Quản trị Khí quyển và Đại dương Quốc gia (NOAA Corps) là một ngành đồng phục thuộc Cơ quan Quản trị Khí quyển và Đại dương Quốc gia (NOAA) nằm dưới quyền của Bộ Thương mại Hoa Kỳ.
- Đoàn Ủy nhiệm Y tế Công cộng Hoa Kỳ (PHSCC) là hệ thống cá nhân đồng phục thuộc Cơ quan Y tế Công cộng Hoa Kỳ nằm dưới Bộ Y tế và Dịch vụ Nhân sinh Hoa Kỳ.

Các viên chức ủy nhiệm thuộc hai đoàn nói trên đều mặt đồng phục có gốc từ đồng phục Hải quân Hoa Kỳ, trừ các khí cụ, nút áo quần, và phù hiệu của họ phản ánh ngành nghề đặc biệt mà họ phục vụ. Các viên chức đồng phục của hai đoàn được trả lương theo bậc lương tương tự như các thành viên của các lực lượng vũ trang thí dụ như (quân) hàm và thời gian thăng chức.
Cả hai ngành đồng phục này gồm chỉ các sĩ quan (commissioned officer), không có các cấp bậc tương đương trong quân đội như cấp bậc chuẩn úy (warrant) hay hạ sĩ quan và binh lính (enlisted ranks). Các viên chức ủy nhiệm hay sĩ quan của ngành y tế và ngành quản trị khí quyển và đại dương quốc gia có thể được quân sự hóa bởi lệnh của Tổng thống Hoa Kỳ.